# Pedro Brugada

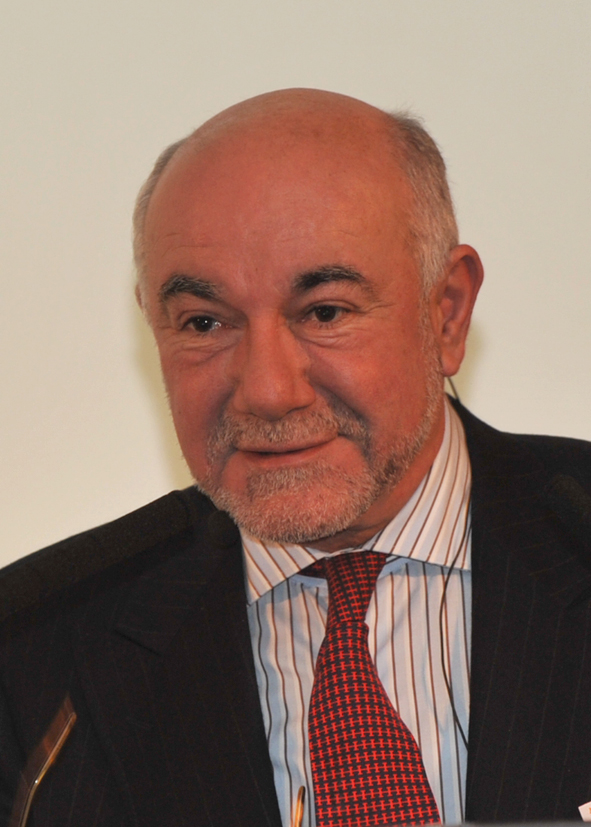
Pedro Brugada, 2010

Pedro Brugada (* 11. August 1952 in Girona) ist ein spanischer Kardiologe. Zusammen mit seinem Bruder Josep Brugada ist er einer der Namensgeber des Brugada-Syndroms (auch Brugada-Brugada-Syndrom), einer seltenen und meist vererbten Ionenkanalerkrankung des Herzens, die bei scheinbar völlig herzgesunden Menschen zum plötzlichen Herztod meist im frühen Erwachsenenalter führen kann.

## Leben
Pedro Brugada wurde als erstes von vier Kindern von Ramon Brugada (1925–1999) und Pepita Brugada, geb. Terradellas, geboren. Er studierte von 1969 bis 1975 an der Universität Barcelona Medizin und arbeitete anschließend in verschiedenen spanischen Krankenhäusern. Von 1979 bis 1980 folgte ein Forschungsaufenthalt an der Universität Limburg, 1982 ein PhD in Kardiologischer Elektrophysiologie. Von 1982 bis 1990 leitete er das Labor für klinische Elektrophysiologie des Universitätsklinikums Maastricht, von 1988 bis 1990 war er an derselben Einrichtung zudem Chef der Abteilung für Koronare Herzkrankheit. 1991 wechselte Brugada nach Aalst, wo er bis 2006 Leiter der Elektrophysiologie-Abteilung des Onze-Lieve-Vrouwziekenhuis war. Seit 2006 führt er das Heart Rhythm Management Centre des UZ Brussel.

## Brugada-Syndrom
1992 beschrieben die Brüder Pedro und Josep Brugada acht Patienten, die nach einem Herzstillstand erfolgreich wiederbelebt worden waren und alle im Elektrokardiogramm (EKG) eine besondere Form des Rechtsschenkelblocks, ansonsten aber keinerlei Zeichen einer organischen Herzkrankheit aufwiesen.

## Auszeichnungen
2012 erhielt er die Goldmedaille der European Society of Cardiology (ESC)

2017 erhielt er den erstmals vergebenen Luigi Luciani Electrophysiology Award

2018 erhielt er das Ehrenzeichen der Flämischen Gemeinschaft (Ereteken van de Vlaamse Gemeenschap).